# Sydnone
Sydnone sind mesoionische Heterocyclen. Sie leiten sich von 1,2,3-Oxadiazolen ab, die in 5-Position eine Ketogruppe tragen. Als mesoionische Struktur sind sie zwar insgesamt neutral, es lässt sich jedoch keine Resonanzstruktur ohne Ladungen formulieren. Erstmals wurden die Sydnone 1935 von John Campbell Earl und Alan W. Mackney beschrieben, nach deren Wirkungsort Sydney die Verbindungen benannt wurden.

## Struktur und Reaktivität
Für die Sydnone lassen sich acht mögliche dipolare Grenzstrukturen formulieren, wobei in der Literatur die Darstellung der Grenzstrukturen mit einer negativen Ladung am exocyclischen Sauerstoffatom dominieren.
Entgegen anfänglicher Annahmen handelt es sich bei Sydnonen nicht um Aromaten, sie sind jedoch durch Elektronen- und Ladungsdelokalisation stabilisiert. Auch die ursprünglich angenommene negative Ladung am Keton in 5-Position in Form eines Enolats wurde widerlegt.
Die Synthese von Sydnonen erfolgt durch Nitrosylierung von Aminosäurederivaten und anschließende Reaktion mit Essigsäureanhydrid.

## Anwendung
Sydnone werden in [3+2]-Cycloadditionen verwendet. Dabei können substituierte Pyrazole hergestellt werden. Die erste Beschreibung dieser Reaktion wurde 1962 von Huisgen publiziert.
Neben dem synthetischen Nutzen der Sydnonen, sind auch Medikamente mit einer Sydnon-Struktur, wie z. B. Molsidomin, bekannt. Diese wirken, indem sie Stickstoffmonoxid freisetzen.
Darüber hinaus können Sydnone am C4-Atom deprotoniert werden und so in ein N-heterocyclisches Carben überführt werden.